# Шипикова Махала
Шипи́кова Махала́ (болг. Шипикова махала) — село у Видинській області Болгарії. Входить до складу общини Бойниця.

## Населення
За даними перепису населення 2011 року у селі проживали 5 осіб, усі — болгари.
Розподіл населення за віком у 2011 році:
Динаміка населення: